# Almquist shell
Almquist shell (také známý jako A Shell, ash a sh) byl původně Kenneth Almquistův klon SVR4 – varianta Bourne shellu; je rychlý, malý, POSIX-kompatibilní Unixový shell navržen tak, aby nahradil Bourne shell v pozdější BSD distribuci.
Deriváty ashu jsou instalovány jako výchozí shell (/bin/sh) na FreeBSD, NetBSD, DragonFly BSD, MINIX a Android.
Ash je také docela populární u vestavěného Linux systému; jeho kód byl začleněn do BusyBoxu. Debianova verze Almquist shellu je známá jako Debian Almquist Shell (dash). Některé linuxové distribuce také používají derivát ashu jako výchozí shell, ačkoli bash (Bourne Again Shell) je více populární. Debian a Ubuntu symlink /bin/sh jsou v dash shellu pro rychlejší provedení skriptu, ale zachovává Bash jako výchozí Shell.

## Historie
ash byl nejprve uvolněn přes komentáře v comp.sources.unix Usenet diskusní skupině, kterou schválil a moderoval Rich Salz 30. května 1989. Bylo to popisováno jako „reimplementace na System V shellu s co nejvíce funkcí shellu, a navíc některé dodatky“.
Následující text je z údajů ash balíčku od Slackware (květen 2012):
ash (Kenneth Almquist's ash shell)
Odlehčený (92k) shell kompatibilní s Bash. Skvělé pro stroje s malou pamětí, ale neposkytuje všechny bonusy shellů, jako je bash, tcsh a zsh. Provozuje většinu shellových skriptů, kompatibilních s Bournovým shellem. Všimněte si, že pod Linuxem, většina skriptů používá alespoň některé bash-specifické syntaxe. V balíčku od Slackware je u nastavení skriptů pozoruhodná výjimka, protože ash je shell použitý na instalačních discích. NetBSD a Ubuntu používá ash jako /bin/sh.

Od té doby byl ash nahrazen Debianem a Ubuntu. Dash se stal náhradou za ash v Debianu a bylo očekáváno, že je výchozí /bin/sh pro Debian Lenny. Dash stal výchozí /bin/sh v Ubuntu počínaje 6.10 uvolněním v říjnu 2006.